# مصطفی‌احمدی
مصطفی‌احمدی، روستایی از توابع بخش مرکزی شهرستان سرپل ذهاب در استان کرمانشاه ایران است.

## جمعیت
این روستا در دهستان قلعه شاهین قرار دارد و براساس سرشماری مرکز آمار ایران در سال ۱۳۸۵، جمعیت آن ۸۰ نفر (۱۸خانوار) بوده‌است.